# Micki Pistorius
Pour les articles homonymes, voir Pistorius.
Micki Pistorius, née le 19 mars 1961 à Pretoria, est une psychologue et auteure sud-africaine médico-légale ou d'investigation (en). Elle est la première femme de sa profession et la première profileuse en Afrique du Sud,. Elle dit qu'elle a une « cryptesthésie », une perception extra-sensorielle, pour les tueurs.

## Biographie
Pistorius grandit à Pretoria avec plusieurs frères et sœurs. Elle travaille comme journaliste pendant huit ans, avant de décider d'étudier la psychologie à l'université de Pretoria, où elle reçoit une maîtrise sur le sujet et est également devenue conférencière avec une réputation d'originalité,. Tout en faisant sa thèse de doctorat sur les tueurs en série, la première en Afrique du Sud elle développe sa théorie reliant le développement psychosexuel freudien au meurtre en série. Elle a été mariée pendant huit ans, mais a divorcé en raison de pressions professionnelles après être devenue profileuse. Elle est catholique.

## Carrière
Pistorius rejoint le Service de police sud-africain (SAPS) en 1994 où elle fonde et dirige l'unité d'enquête psychologique en tant que psychologue enquêteur en chef, un grade équivalent à celui de colonel. 1994 est aussi l'année où Nelson Mandela accède à la présidence et où le régime d'apartheid prend fin. Avant cette période, toutes les disparitions dans les townships n'étaient pas déclarées, une partie de la population faisant peu confiance en la police sud-africaine. En 1997, elle forme plus de 100 détectives pour enquêter sur les criminels en série, et deux successeurs, dont Elmarie Myburgh.
Elle travaille sur plus d'une trentaine de cas de meurtriers en série. Parmi les personnes sur lesquelles elle a travaillé, on compte Norman Afzal Simons, Moses Sithole, David Selepe, Stewart Wilken, Sipho Thwala, Velaphi Nadlangamandla, Cedric Maake et David Mmbengwa,,,,.
Elle développe un trouble de stress post-traumatique et démissionne en 2000 de la police pour rejoindre une société d'enquête privée. Gerrard Labuschagne lui succède. Après cette démission, elle écrit Catch me a killer afin de se « purifier » de ses expériences de profilage. Elle continue à intervenir comme conseil pour des agences gouvernementales sud-africaines et apparaît dans les affaires judiciaires en tant que psychologue clinicienne. En 2019, elle s'installe sur l'île Maurice avec différentes activités, notamment en conseil de gestion de stress, et, par ailleurs, à la conception d'un cours destiné aux policiers et détectives privés de Maurice sur le profilage criminel.
Pistorius est reconnue comme l'une des meilleurs profileuse psychologique au monde par des personnalités comme le profileur du FBI Robert Ressler,.
Pistorius a de l'empathie pour les tueurs en série, qui selon elle ne sont « pas des monstres, ce sont des êtres humains avec des âmes torturées. Je ne tolérerai jamais ce qu'ils font, mais je peux les comprendre ».

## Œuvres
- Skimme in Die Skadu Penguin (SA) 2006  (ISBN 978-0-14-302517-7)
- Profiling Serial Killers and other crimes in South Africa Penguin SA 2005  (ISBN 0-14-302482-5)[4]
- Fatal Females Penguin SA 2004  (ISBN 0-14-302440-X)
- Strangers on the street Penguin SA 2002  (ISBN 0-14-100356-1)
- Catch me a killer (autobiographie) Penguin SA 2000  (ISBN 0-14-029722-7)[4]
- Sorg (roman historique) Penguin SA 2012  (ISBN 978-0-14-352715-2)